# Associazione Sarda Treni Storici "Sardegnavapore"
L'associazione Sarda Treni Storici "Sardegnavapore" è un'associazione ferroviaria con sede in Sardegna.
In convenzione con la Fondazione FS Italiane, gestisce il restauro e la manutenzione dei rotabili storici in Sardegna, oltre a organizzare viaggi in treno storico su tutto il territorio regionale.
Gestisce inoltre il Museo Ferroviario Sardo, ubicato nella stazione di Cagliari.

## Storia
L'associazione venne fondata a Cagliari nel 2000 da un gruppo di appassionati ferrovieri. Essa svolge compiti e funzioni simili a quelli svolti dall'Associazione Toscana Treni Storici Italvapore. Inizialmente l'obiettivo principale era quello di recuperare, restaurare e rimettere in ordine di marcia la locomotiva a vapore 740.423, che fu poi portato a termine. Successivamente l'associazione incominciò a occuparsi anche del recupero di altri rotabili storici, tra i quali una storica Automotrice ALn 772, costruita nel 1940. In seguito l'automotrice venne trasferita a Pistoia per i lavori di restauro. Ancora oggi l'associazione compie dei treni turistici lungo la rete FS della Sardegna con la locomotiva a vapore restaurata dai loro soci. Tuttavia, questi treni non possono essere effettuati nel periodo dal 1 giugno al 14 ottobre, per via della legge regionale sarda che vieta la circolazione dei mezzi a vapore in questo periodo per prevenzione di incendi.
Nel 2020, in occasione del ventennale, è stata annunciata un'intesa con la Regione Sardegna per dare una nuova sede al museo ferroviario sardo, nelle aree di parcheggio della stazione di Cagliari, in grado di ospitare, oltre all'attuale collezione museale, anche il materiale rotabile storico.

## Materiale rotabile

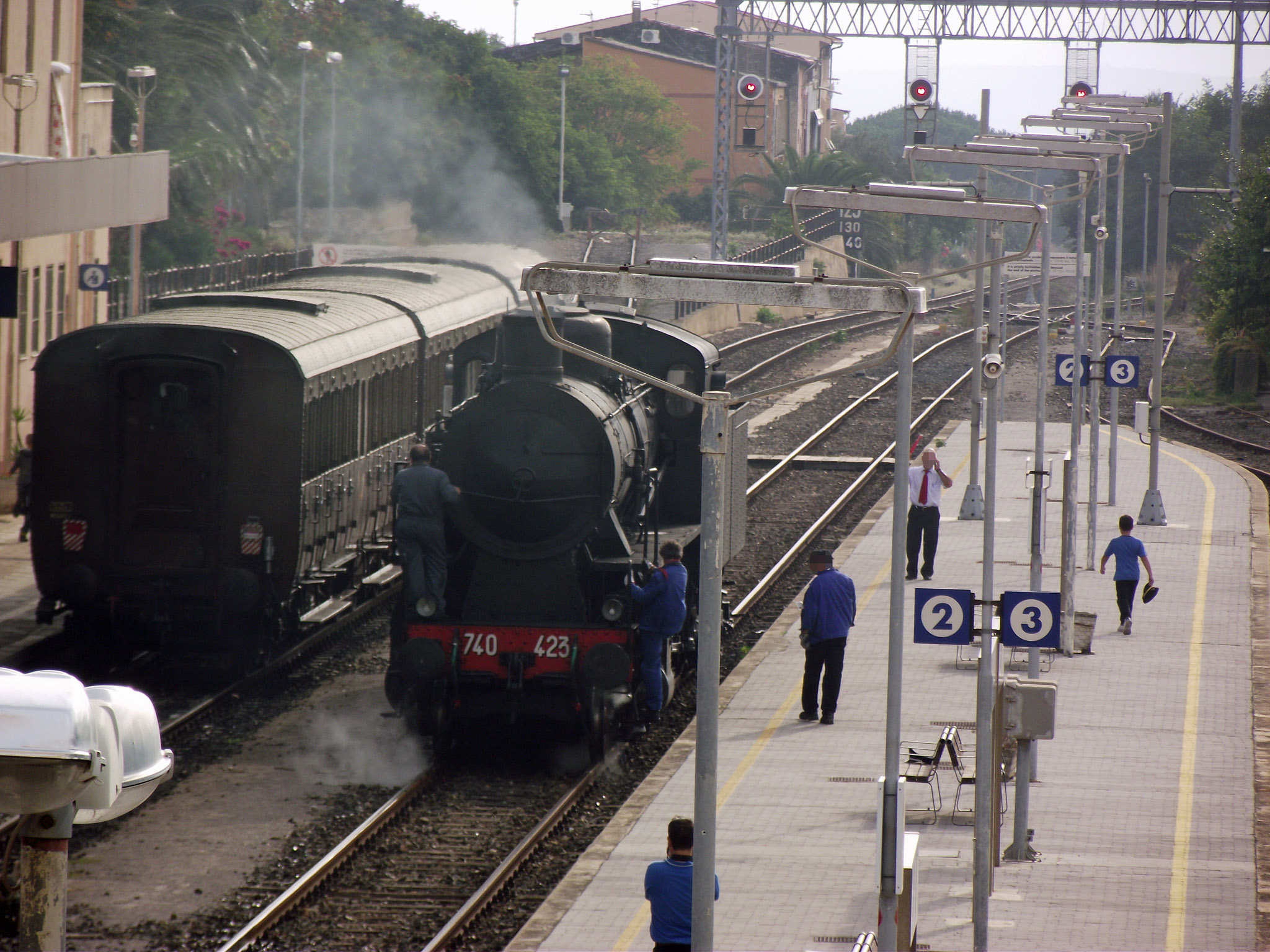
La locomotiva a vapore 740.423 in manovra nella stazione di Iglesias, in occasione del treno storico organizzato da Sardegnavapore il 21 ottobre 2012.

Il materiale rotabile storico affidato all'associazione è ospitato nel deposito locomotive di Cagliari e comprende la locomotiva a vapore FS 740.423 (del 1923) e la locomotiva Diesel-elettrica FS D.443.2002 (dei primi anni 1960). Il materiale rimorchiato comprende tre carrozze a terrazzini tipo 1933, di cui due di prima e seconda classe e una di sola seconda classe, un postale serie UIz 1400 tipo 1949, oltre a un bagagliaio a due assi serie DI degli anni 1950, comunemente impiegato dal personale di scorta dei treni storici.